# Going Bad
Going Bad è un singolo del rapper statunitense Meek Mill, pubblicato il 22 gennaio 2019 come primo estratto dal quarto album in studio Championships.

## Descrizione
Nona traccia dell'album, Going Bad, che vede la partecipazione del rapper americano-canadese Drake, è stato scritto dai due interpreti con Western Weiss e Wesley Glass, in arte Wheezy, e prodotto da quest'ultimo.

## Video musicale
Il video musicale, diretto da Kid Art, è stato reso disponibile il 7 febbraio 2019.

## Formazione
Musicisti
- Meek Mill – voce
- Drake – voce aggiuntiva

Produzione
- Wheezy – produzione
- Western Weiss – co-produzione
- Jacob Richards – ingegneria del suono
- Mike Seaberg – ingegneria del suono
- Rashawn McLean – ingegneria del suono
- Colin Leonard – mastering
- Jaycen Joshua – missaggio
- Anthony Cruz – registrazione

## Successo commerciale
Going Bad ha esordito alla 6ª posizione della Billboard Hot 100 grazie a 17 000 copie digitali e 36 milioni di riproduzioni in streaming, diventando la prima top ten di Meek Mill e la trentatreesima di Drake. In seguito all'uscita del video musicale è salito dalla 14ª posizione alla 10ª con 25,3 milioni di stream. Ha conquistato la vetta della Rhythmic Songs nella pubblicazione del 30 marzo 2019, rendendola la prima numero uno di Meel e la ventiquattresima di Drake.

## Classifiche

### Classifiche settimanali
| Classifica (2018-19) | Posizione massima |
| -------------------- | ----------------- |
| Australia            | 32                |
| Belgio (Fiandre)     | 53                |
| Belgio (Vallonia)    | 63                |
| Canada               | 3                 |
| Estonia              | 40                |
| Francia              | 126               |
| Germania             | 92                |
| Grecia               | 7                 |
| Irlanda              | 19                |
| Lettonia             | 19                |
| Lituania             | 31                |
| Nuova Zelanda        | 30                |
| Paesi Bassi          | 71                |
| Portogallo           | 44                |
| Regno Unito          | 13                |
| Repubblica Ceca      | 66                |
| Slovacchia           | 49                |
| Stati Uniti          | 6                 |
| Svezia               | 60                |
| Svizzera             | 44                |
| Ungheria             | 30                |

### Classifiche di fine anno
| Classifica (2019) | Posizione |
| ----------------- | --------- |
| Australia         | 69        |
| Canada            | 24        |
| Lettonia          | 81        |
| Portogallo        | 151       |
| Regno Unito       | 81        |
| Stati Uniti       | 18        |